# Dumitru Cornilescu
Dumitru Cornilescu, nacido el 4 de abril de 1891 en la comuna Slaşoma y muerto en 1975 en Suiza, fue un sacerdote ortodoxo, convertido, posteriormente, al protestantismo. Hizo una traducción de la Biblia al rumano en 1921.

## Vida inicial
Cornilescu nació en Slașoma, condado de Mehedinți, siendo hijo de un maestro. Sus dos abuelos eran sacerdotes de la Iglesia ortodoxa rumana. Estudió en el Seminario Central desde 1904, y rápidamente se destacó por su diligencia académica. Sintió que las versiones rumanas existentes de la Biblia, en particular la Biblia de Bucarest de 1688, estaban escritas en una forma arcaica del idioma y que era necesaria una versión moderna. En 1913 se convirtió en tutor de lengua rumana del Rev. John Howard Adeney, que era el sacerdote anglicano en Bucarest, y también agente de la Sociedad Bíblica Británica y Extranjera (BFBS), y de esta manera Cornilescu inició una relación con la Sociedad Bíblica. En 1914, Cornilescu se hizo monje para poder concentrarse en la traducción. Su trabajo fue apoyado financieramente por la princesa Ralu Callimachi, una mujer noble de Moldavia, que también apoyaba a la Sociedad Bíblica. Su versión de los Salmos apareció en 1920, seguida por el Nuevo Testamento en 1921 y, más tarde ese mismo año, la Biblia completa. La impresión fue pagada a través de amigos de la Sociedad Bíblica en Suiza e Inglaterra.

## Biblias

### Biblia Cornilescu de 1924
De 1923 a 1924 Cornilescu vivió en Londres, donde trabajó en la revisión de la Biblia con la Sociedad Bíblica. La edición revisada se publicó en 1924. Cornilescu entregó su texto a la Sociedad Bíblica, y el texto fue adoptado como el texto bíblico oficial de BFBS para Rumania, y esta es básicamente la Biblia principal de Cornilescu que se usa actualmente en Rumania.

### Controversias
Inicialmente, la Biblia circuló ampliamente, pero en 1924 los sacerdotes y teólogos ortodoxos habían planteado una serie de objeciones. Por ejemplo, la palabra griega presbyteroi se tradujo literalmente como prezbiteri (ancianos) y no preoți (sacerdotes), una decisión que se consideró una amenaza para la creencia ortodoxa en la sucesión apostólica. La traducción de Cornilescu no fue aprobada por el Santo Sínodo de la Iglesia ortodoxa rumana. A principios de la década de 1930, su gran éxito llevó a las autoridades religiosas ortodoxas a intentar detener su difusión en las zonas rurales. Con este fin, apelaron a Gheorghe Mironescu, el ministro del Interior, quien en 1933 prohibió la distribución de la Biblia en las aldeas rumanas. Sin embargo, la traducción contó con el apoyo de muchas personas, incluido el rey Carlos II.
La controversia provocó la creación de una versión ortodoxa aprobada, traducida por Vasile Radu y Grigorie Pișculescu, publicada en 1938 (revisada en 1968 y 1975).
En 1924 ocurrió otra controversia cuando la Misión de Donación de Escrituras (SGM) reprodujo el texto sin el permiso de Cornilescu ni de la Sociedad Bíblica, y Cornilescu dejó en claro que quería que su texto fuera publicado solo por la Sociedad Bíblica. Debido a la oposición, Cornilescu abandonó la Iglesia ortodoxa. Junto con Tudor Popescu (un ex sacerdote de la Iglesia Cuibul cu barză en Bucarest), fundó la Iglesia evangélica de Rumania, que inicialmente se reunía en el salón de la Iglesia anglicana. Su traducción se convirtió en la versión protestante estándar en Rumania y tuvo numerosas reimpresiones y ediciones.

### Biblia Cornilescu de 1931
Desde 1927, Cornilescu trabajó en la revisión de la antigua traducción rumana de BFBS de 1911, para actualizar la traducción más literal existente. En septiembre de 1927, con su esposa suiza y su hijo, regresó a Inglaterra, donde vivió en Brighton y trabajó con la Sociedad Bíblica en una revisión de la Biblia. En agosto de 1929 la familia regresó a Suiza. Esta Biblia se imprimió en 1931 como Biblia familiar y, a veces, se la conoce como Traducere Literală Cornilescu (Traducción literal de Cornilescu).

## Vida posterior
Tras las fuertes diferencias doctrinales entre Cornilescu y otros teólogos de la época, y el surgimiento de la ultraortodoxa y fascista Guardia de Hierro, el patriarca Miron Cristea aconsejó a Cornilescu que abandonara Rumania por un período, lo que hizo en 1923. Se mudó a Suiza, estableciéndose brevemente en Montreux antes de mudarse a Inglaterra por dos años. Posteriormente, regresó a Suiza, donde se casó y tuvo un hijo. Luego, la guerra y la toma de Rumania por parte de los comunistas en la posguerra no le dieron ningún incentivo para regresar. Perdió su ciudadanía rumana y se convirtió en ciudadano suizo. De 1947 a 1953 su hermano George Cornilescu dirigía las oficinas de la Sociedad Bíblica en Bucarest. El 8 de febrero de 1971, Dumitru Cornilescu fue nombrado presidente honorario vitalicio de la Sociedad Bíblica Británica y Extranjera, en reconocimiento a la traducción que había hecho para la Sociedad Bíblica. Murió en Suiza en 1975, le sobrevivieron su esposa Anne y su hijo, y fue enterrado en el cementerio de Clarens-Montreux, donde también fue enterrada su esposa Anne en 2007.

### Legado
Todas las cartas y la correspondencia de Cornilescu sobre su trabajo de traducción para la Sociedad Bíblica se conservan en los archivos de BFBS en la Universidad de Cambridge. Hoy sus Biblias son propiedad de la Sociedad Bíblica Británica y Extranjera, que opera en Rumania a través de la Sociedad Bíblica Interconfesional de Rumania. La Biblia de Cornilescu ha sido digitalizada y corregida por la Sociedad Bíblica, y sacaron una edición definitiva especial del 90 aniversario de la Biblia de Cornilescu en 2014. La historia de Cornilescu, la Sociedad Bíblica y su traducción fue publicada como libro por Emanuel Conțac en noviembre del mismo año. La Sociedad Bíblica está llevando a cabo una revisión moderna de la Biblia de Cornilescu. La edición piloto del proyecto de revisión, que contiene Génesis, Marcos, Juan y Romanos, se publicó en noviembre de 2016. La introducción de la edición ofrece una explicación completa de los métodos y criterios utilizados por los traductores.